# Ԑ (слово ћирилице)
Ԑ ԑ (искошено: Ԑ ԑ) је слово ћириличног писма. Његов облик је обрнуто ћирилично слово З. Подсећа на латинично слово епсилон (Ɛ ɛ) и грчко слово Епсилон (Ε ε), као и рукописни облик великог латиничног слова E и ћириличног слова Е, али има другачије порекло од њих. Ԑ ԑ је додат у Уникод 5.0 стандард, али је и даље неуобичајен у већини ћириличних фонтова.
Ԑ ԑ се користи у Енецу, где представља  (као што је е у речи bet или а у речи ant). Такође се користио у хантијском језику.

## Рачунарски кодови
| Знак                      | Ԑ                                   | Ԑ                                   | ԑ                                 | ԑ                                 |
| ------------------------- | ----------------------------------- | ----------------------------------- | --------------------------------- | --------------------------------- |
| Назив у Уникоду           | CYRILLIC CAPITAL LETTER REVERSED ZE | CYRILLIC CAPITAL LETTER REVERSED ZE | CYRILLIC SMALL LETTER REVERSED ZE | CYRILLIC SMALL LETTER REVERSED ZE |
| Врста кодирања            | децимална                           | хексадецимална                      | децимална                         | хексадецимална                    |
| Уникод                    | 1296                                | U+0510                              | 1297                              | U+0511                            |
| UTF-8                     | 212 144                             | D4 90                               | 212 145                           | D4 91                             |
| Нумеричка референца знака | &#1296;                             | &#x510;                             | &#1297;                           | &#x511;                           |